# Palaeotherium
Il paleoterio (gen. Palaeotherium) era un mammifero erbivoro estinto, appartenente all'ordine dei perissodattili. Visse tra l'Eocene medio e l'Oligocene inferiore (circa 45-32 milioni di anni fa) e i suoi resti fossili sono stati ritrovati in Europa centrale.

## Descrizione
Questo animale è stato spesso erroneamente ricostruito con un aspetto simile a quello di un attuale tapiro, con tanto di corta proboscide. In realtà, reperti fossili completi come lo scheletro rinvenuto a Mormoiron (Francia) dimostrano che l'aspetto era piuttosto diverso. Palaeotherium possedeva zampe più allungate dei tapiri, così come il collo, che veniva mantenuto dritto e verso l'alto. Inoltre, nonostante ci fosse un arretramento delle ossa nasali, non era presente alcuna specializzazione dell'area nasale osservata nei tapiri o in altri animali dotati di una proboscide.
Palaeotherium sviluppò una dentatura dotata di molari a corona piuttosto alta, con un design selenolofodonte. Le zampe a tre dita erano lunghe e snelle rispetto a quelle di animali simili ma più antichi (come Propalaeotherium e Pachynolophus); le ossa tarsali e carpali più allungate ma robuste indicano un tipo di locomozione più veloce. Le prime specie di Palaeotherium (come P. medium) avevano già mostrato una tendenza verso la molarizzazione dei premolari, tendenza che si sviluppò ulteriormente in specie come P. muehlbergi per arrivare al culmine con la specie P. magnum dell'Eocene superiore/Oligocene inferiore. La maggior parte delle specie di Palaeotherium avevano un'altezza al garrese di circa 75 centimetri.
Palaeotherium possedeva un cranio dalla forma vagamente simile a quella di un cavallo, ma le orbite erano posizionate molto in avanti, in parte a causa del grande sviluppo dei muscoli temporali, che richiedevano fosse temporali più lunghe. Il collo era piuttosto allungato già in specie come P. muehlbergi, ma nelle specie più derivate (come P. magnum) era molto lungo e ricordava quello di un attuale okapi. La specie P. magnum raggiunse una grande taglia (quella di un cavallo odierno, con un'altezza al garrese di 1,45 metri) e notevoli specializzazioni: le zampe anteriori snelle erano più lunghe di quelle posteriori, e conferivano all'animale un aspetto leggermente pendente. In generale, l'aspetto di questa specie ricordava vagamente quello di un okapi, solo più robusto.

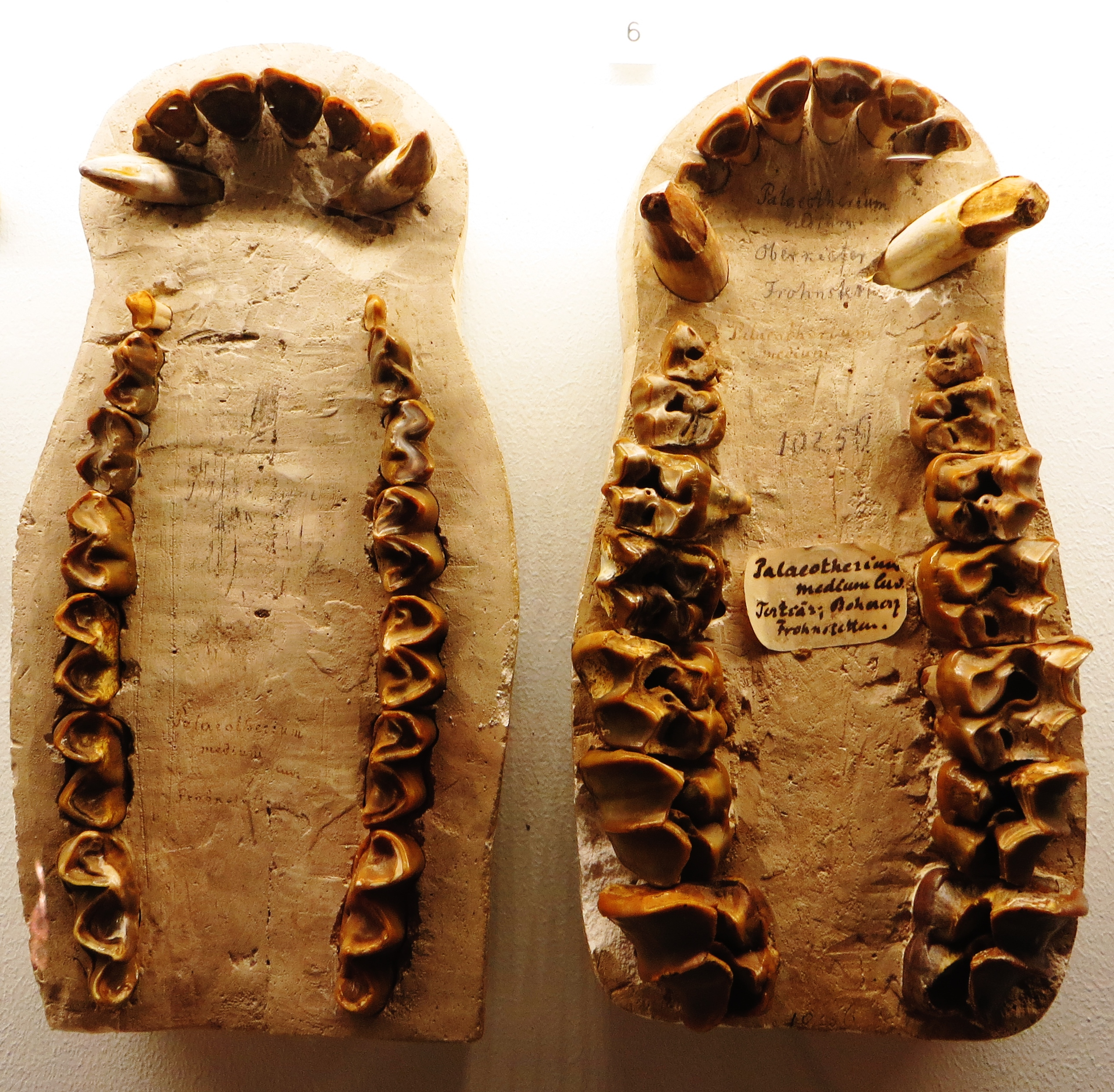
Dentatura di Palaeotherium muehlbergi

## Classificazione
Questo animale fu uno dei primi mammiferi fossili ad essere descritto scientificamente. Fu il famoso anatomista Georges Cuvier, nel 1804, a descrivere la specie Palaeotherium magnum sulla base di fossili provenienti dai gessi della collina di Montmartre (Parigi). Cuvier, raffrontando i fossili delle ossa di questo animale con le ossa dei mammiferi attuali, giunse alla conclusione che Palaeotherium doveva essere un membro dei perissodattili, e che il suo aspetto fosse vagamente simile a quello di un tapiro.
Successivamente vennero descritte molte altre specie di Palaeotherium, tutte provenienti da vari giacimenti europei dell'Eocene. Le specie più primitive, come P. curtum, erano di taglia modesta. Specie come P. muehlbergi, i cui fossili migliori provengono dal sito di Saint-Etienne-de-l’Olm in Francia, vissero nell'Eocene superiore e possedevano caratteristiche più evolute. La specie P. magnum, famosa grazie agli studi di Cuvier, è nota in numerosi siti in Francia, Inghilterra, Spagna. Nel corso dell'Eocene superiore vi fu una notevole speciazione del genere Palaeotherium (tra quelle non ancora citate, si ricordano P. crassum, P. castrense, P. duvali e la grande P. giganteum della Spagna). Alla fine del periodo, dopo l'evento noto come “Grand Coupure”, i mutamenti climatici e l'arrivo di nuovi mammiferi erbivori provenienti dall'Asia portarono alla drastica riduzione del numero di esemplari e specie di Palaeotherium. All'inizio dell'Oligocene erano ancora presenti poche specie come P. medium e P. magnum, che si estinsero dopo pochi milioni di anni. 

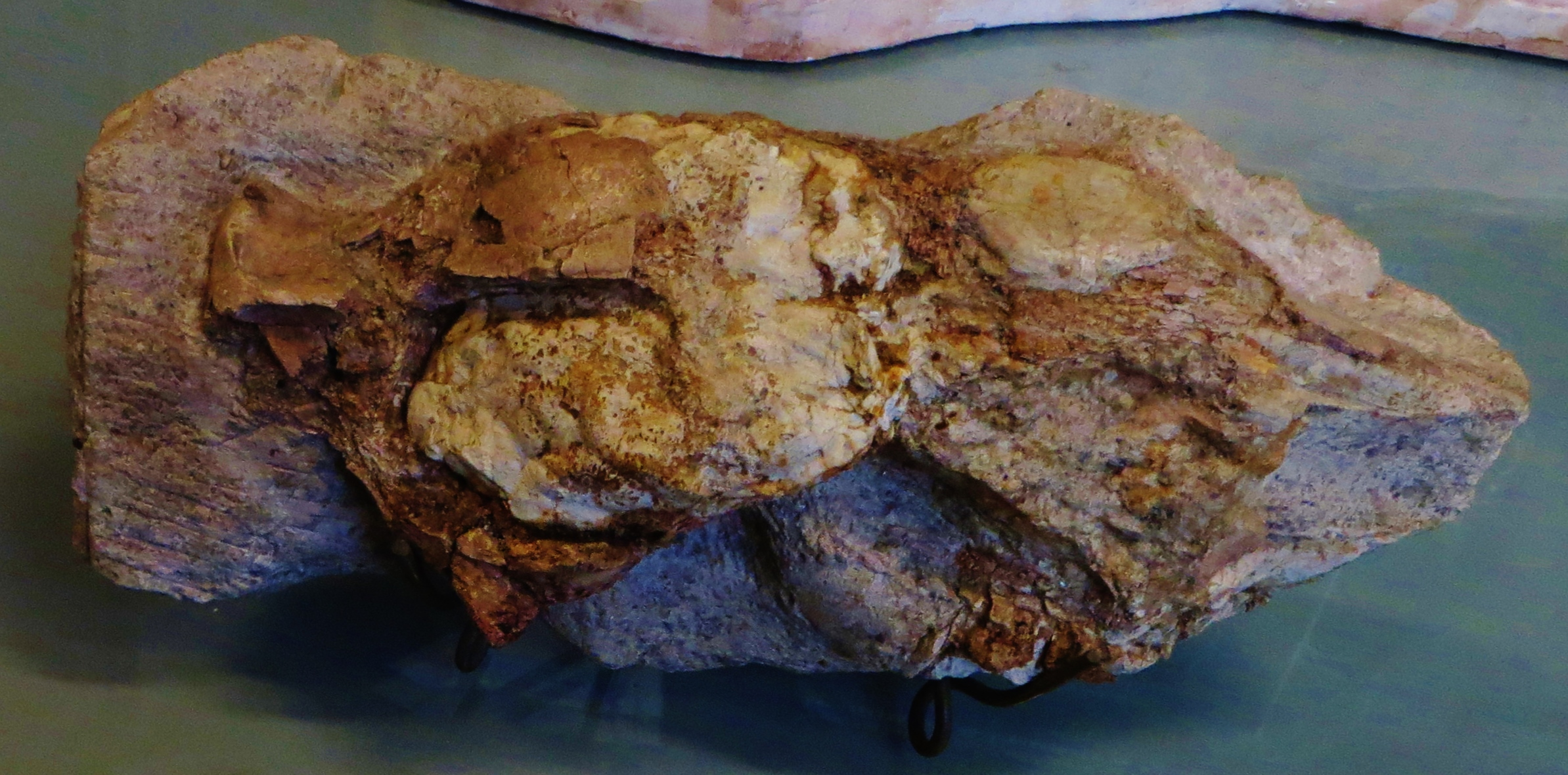
Calco endocranico di Palaeotherium medium, proveniente da Montmartre

Palaeotherium è considerato il membro più derivato della famiglia dei paleoteridi, un gruppo di perissodattili vicini all'origine dei cavalli, ma specializzatisi verso una maggiore mole e una corporatura più massiccia.

## Paleoecologia
La dentatura di Palaeotherium indica che questo animale si nutriva di foglie degli alberi. È probabile che la specie P. magnum fosse in grado di brucare foglie a un'altezza di oltre 2 metri, grazie alla statura e al collo particolarmente allungato. Le zampe robuste permettevano a questo animale di camminare piuttosto lentamente ma in modo sicuro attraverso le foreste acquitrinose e i territori boschivi dell'Eocene superiore europeo.

## Galleria d'immagini

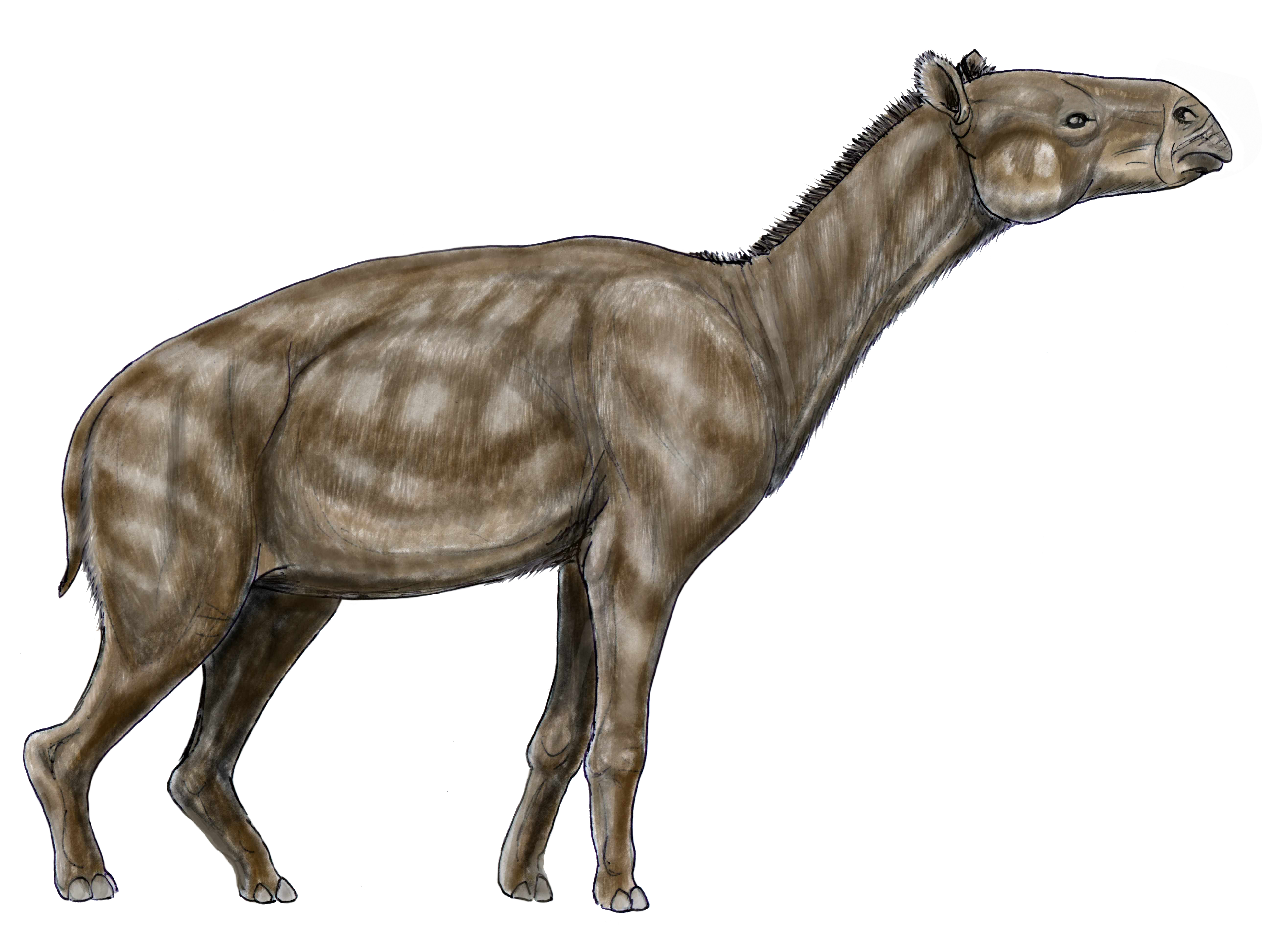
Ricostruzione di Palaeotherium magnum
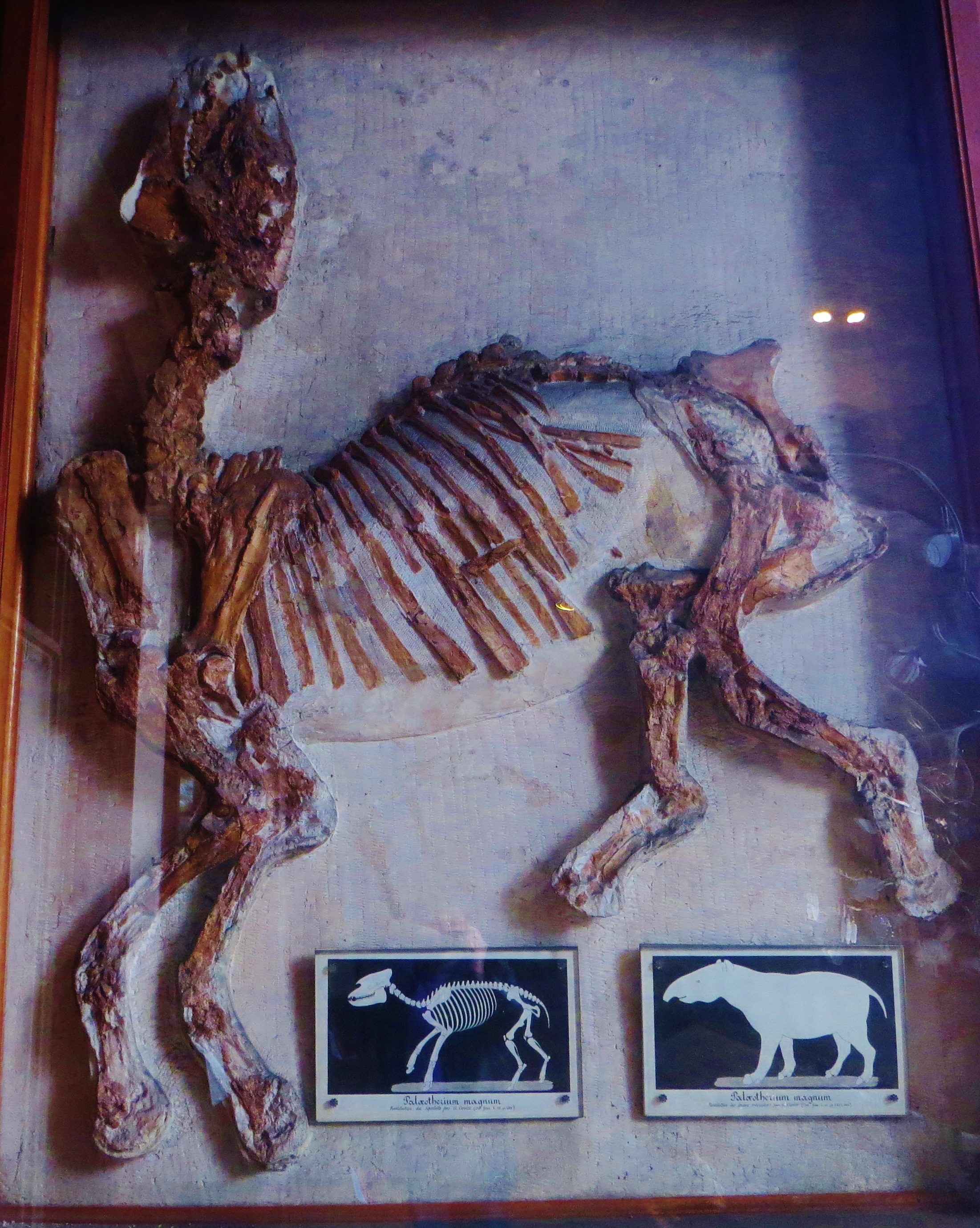
Scheletro di Palaeotherium magnum
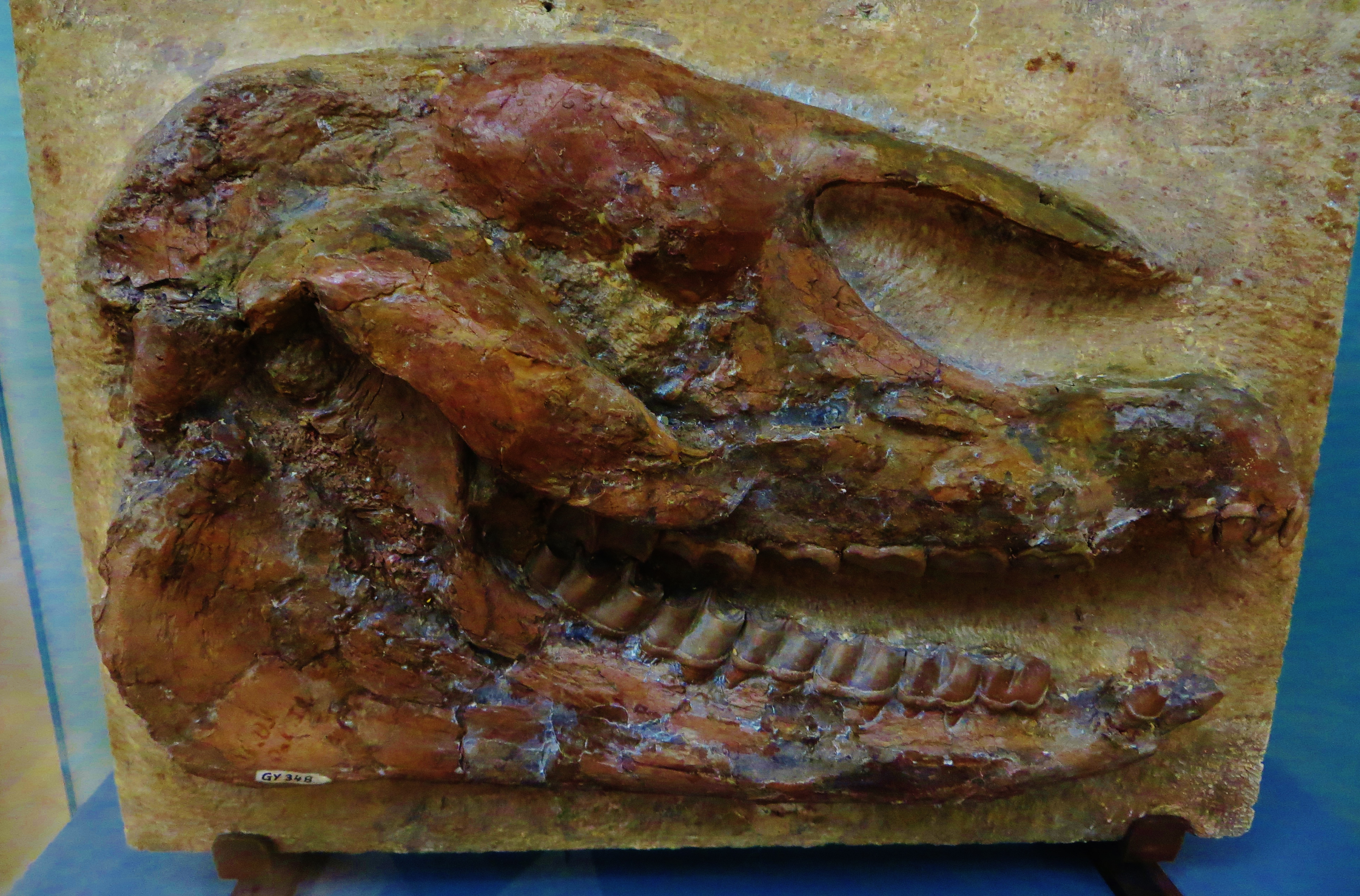
Cranio di Palaeotherium medium studiato da Cuvier
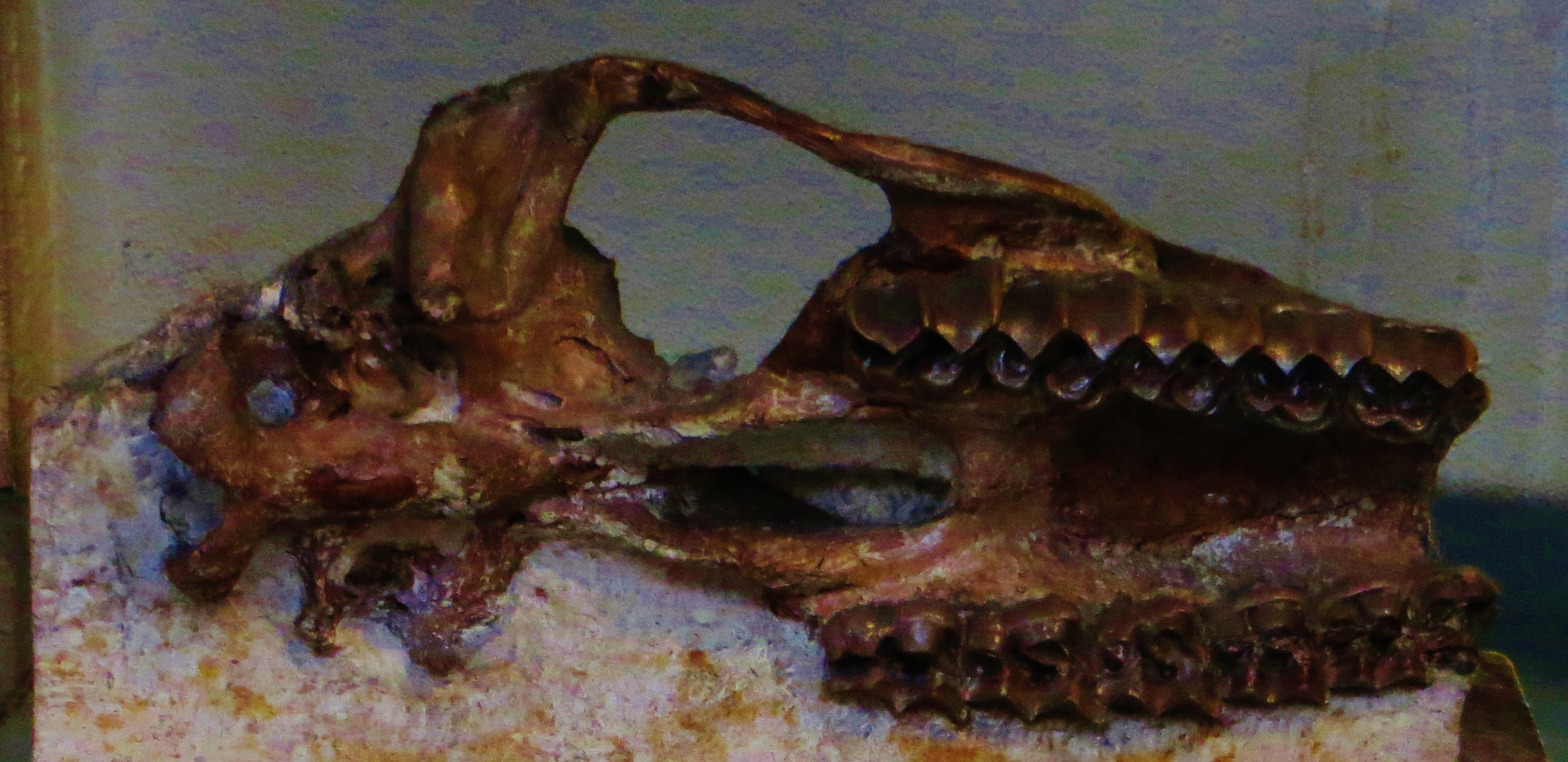
Cranio di Palaeotherium curtum, in evidenza la dentatura
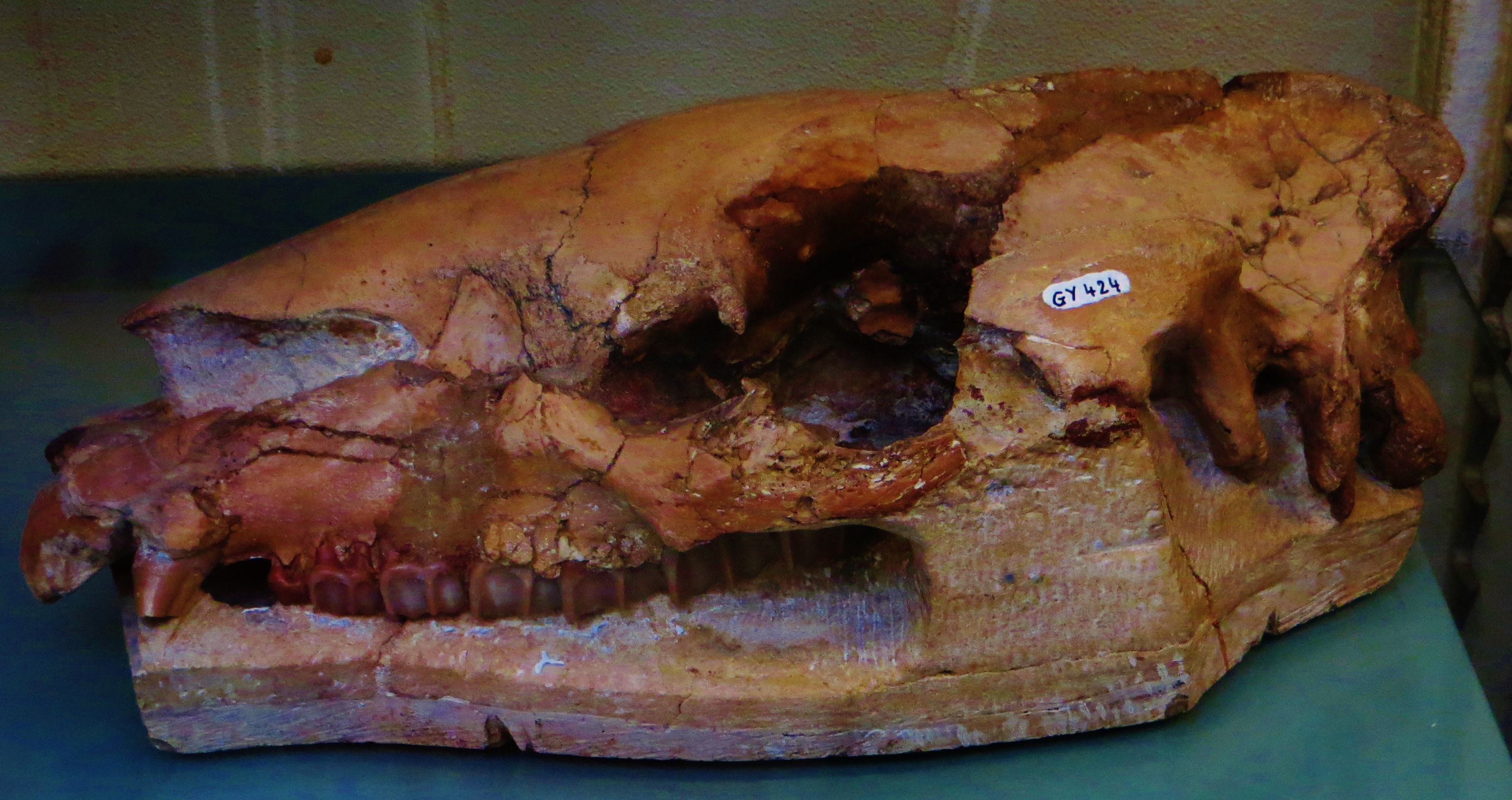
Cranio di Palaeotherium crassum proveniente da Montmartre
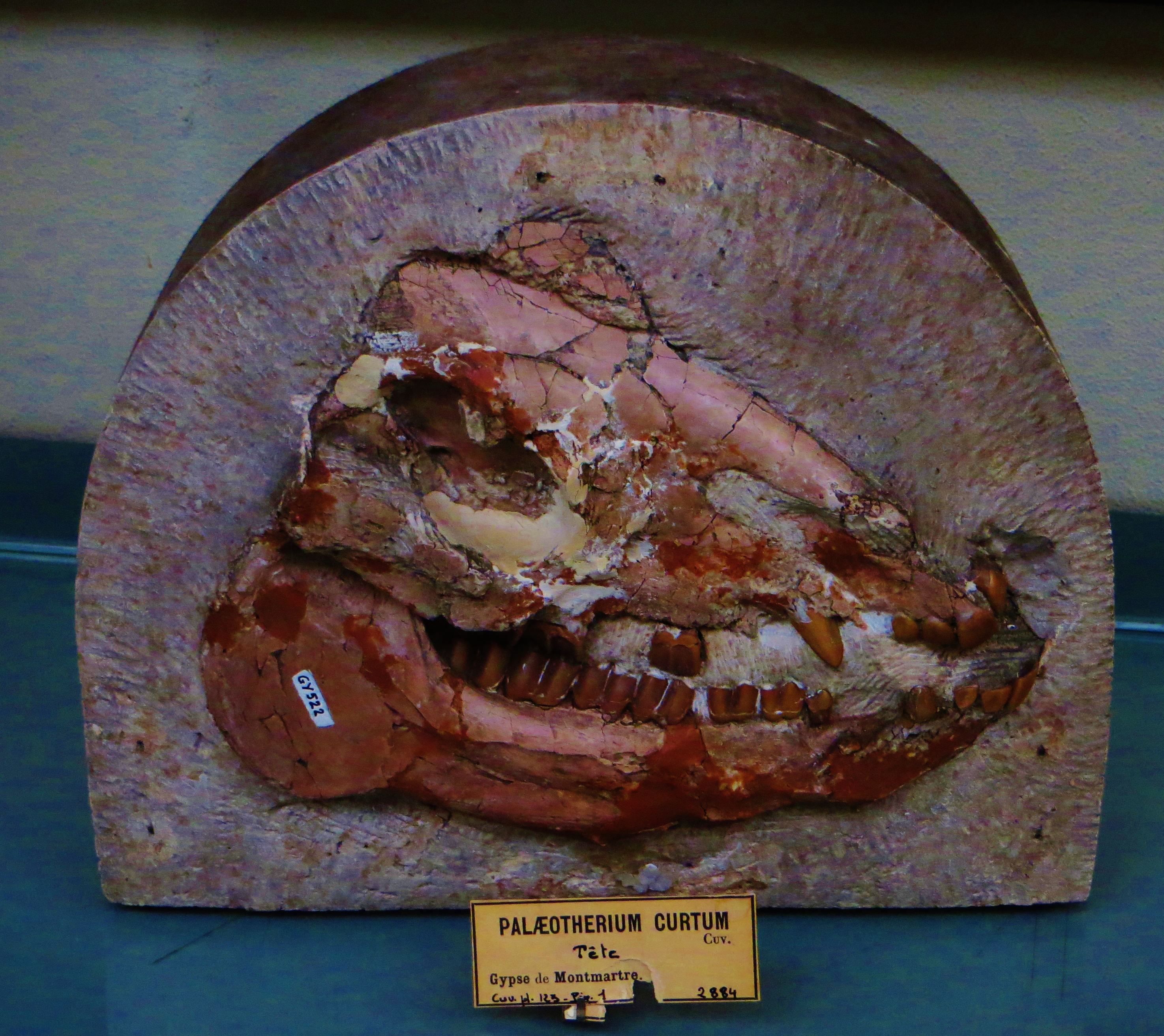
Cranio di Palaeotherium curtum proveniente da Montmartre
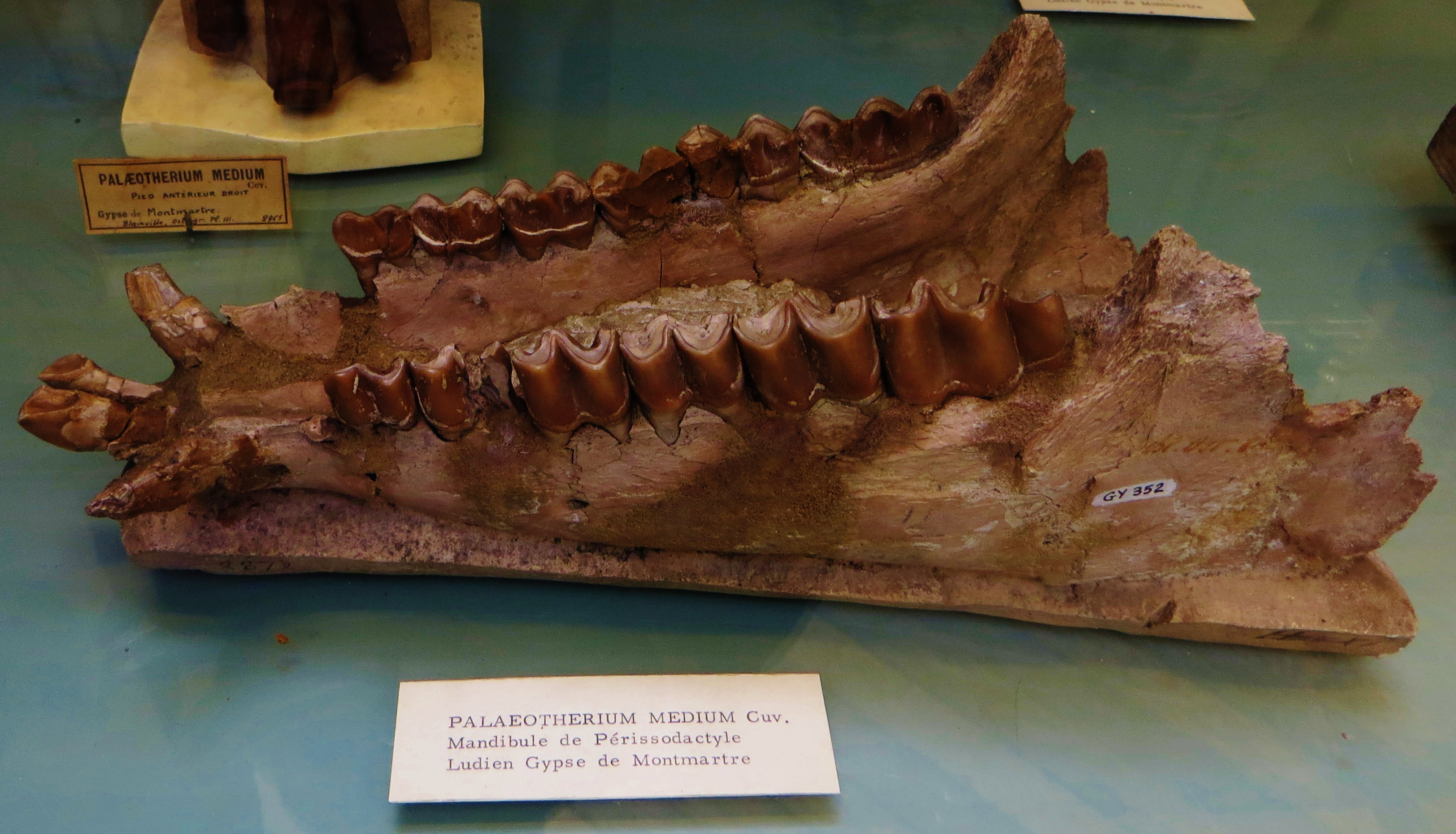
Mandibola di Palaeotherium medium
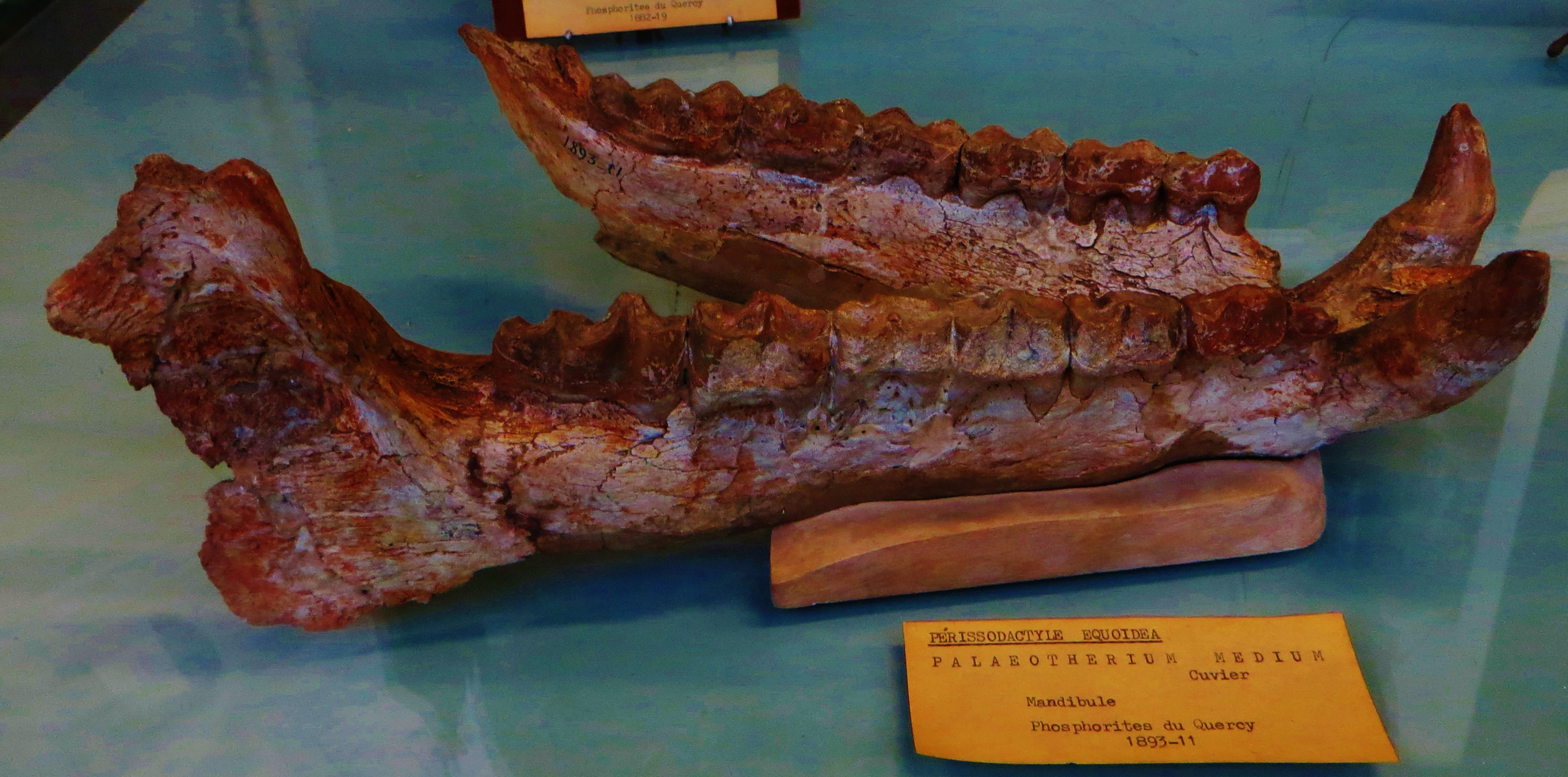
Mandibola di Palaeotherium medium proveniente da Quercy
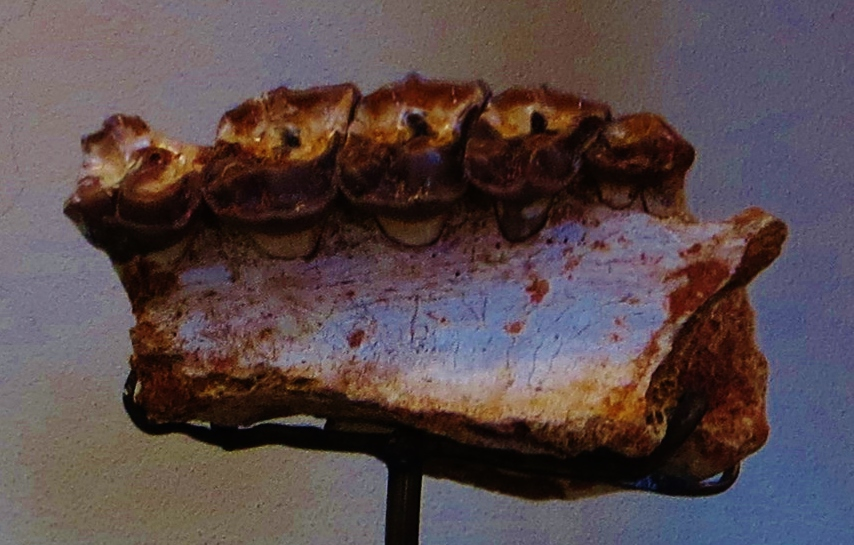
Frammento di mandibola di Palaeotherium curtum
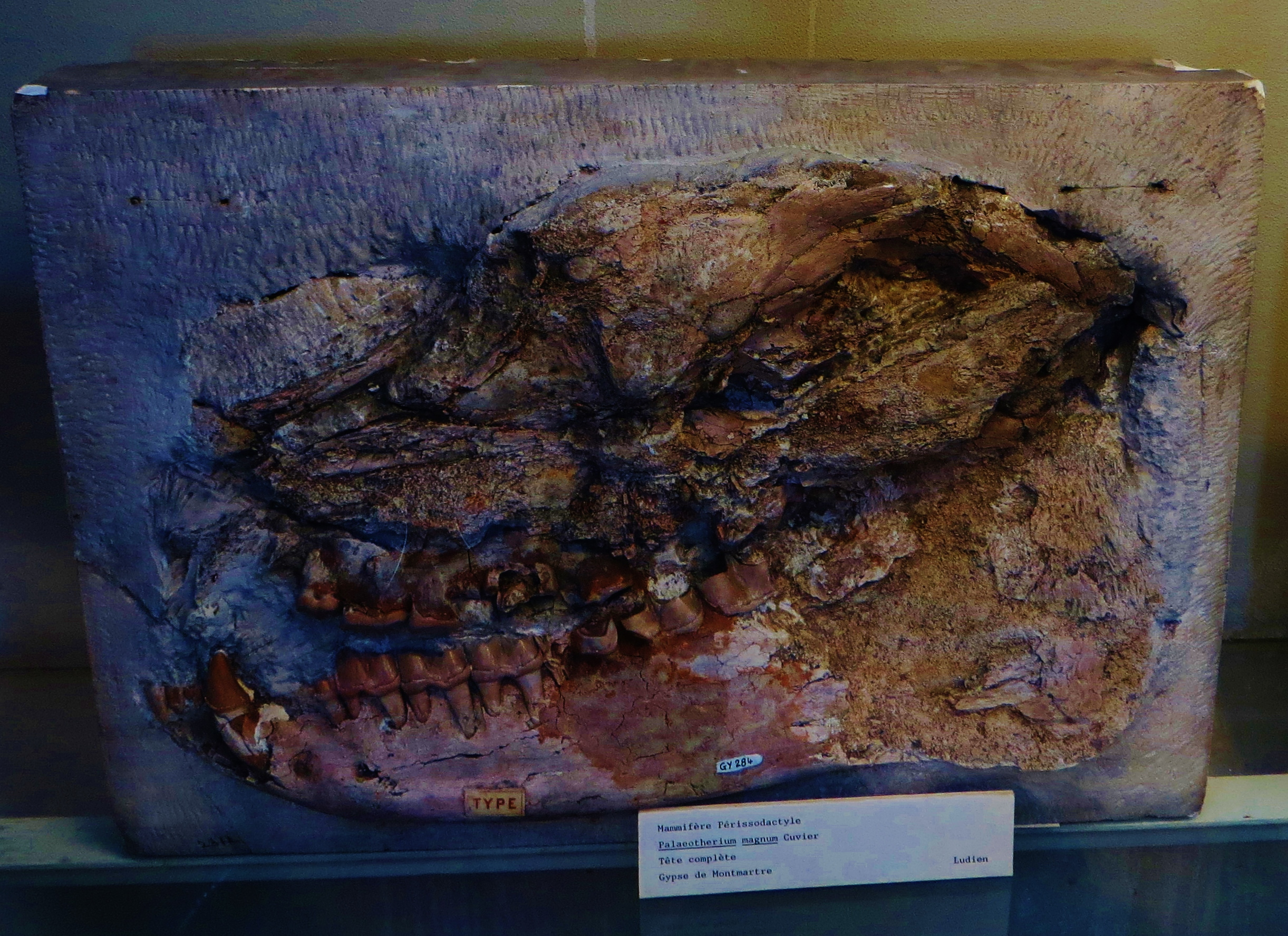
Cranio di Palaeotherium magnum
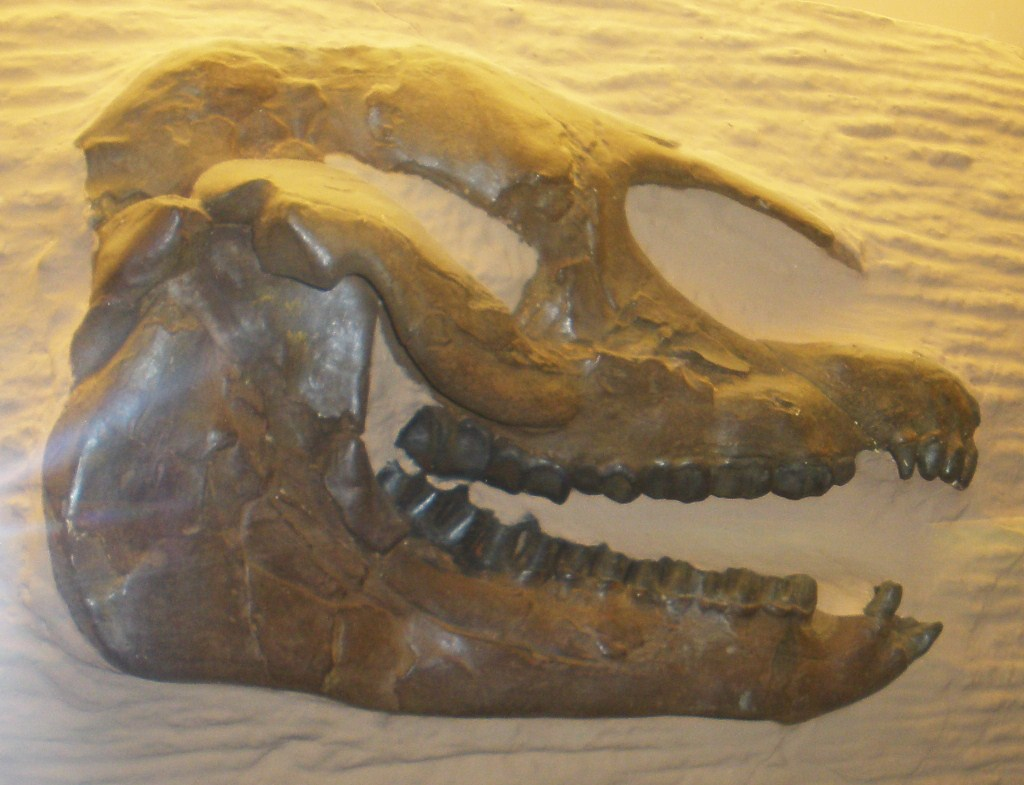
Cranio di Palaeotherium magnum
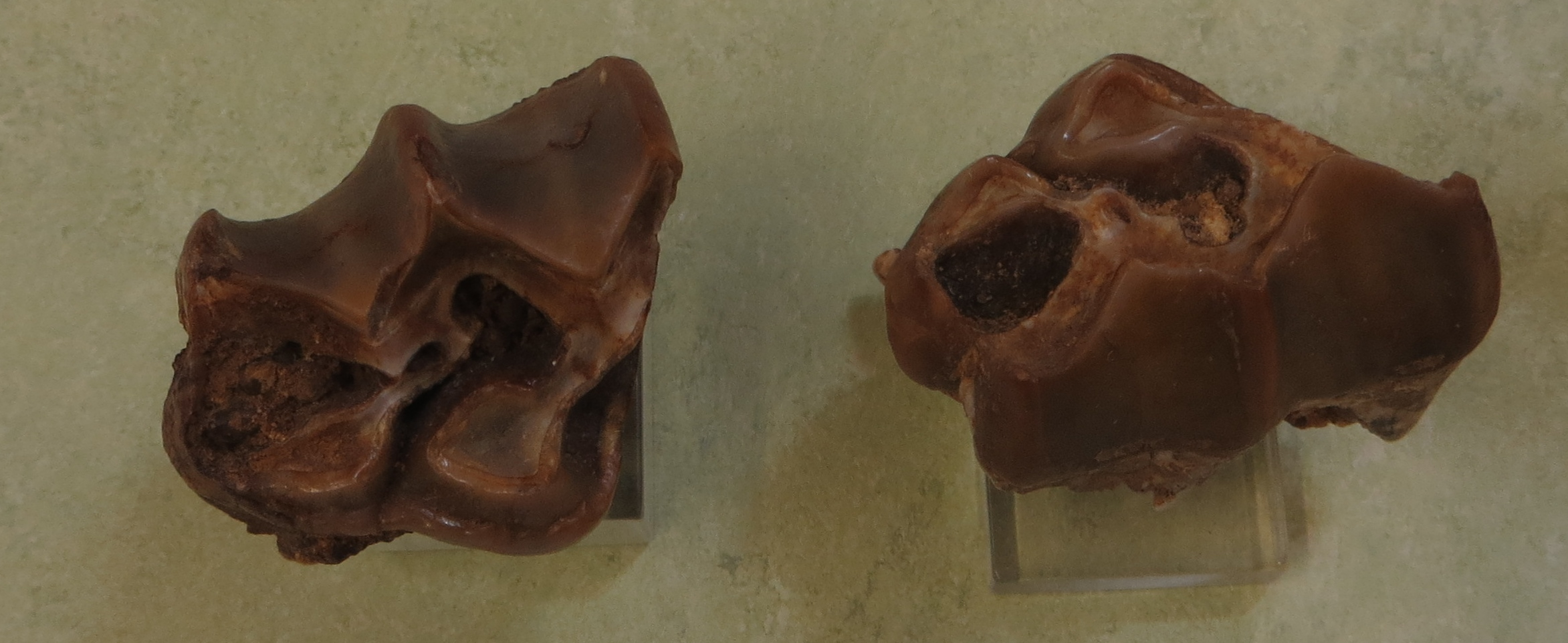
Denti di Palaeotherium medium
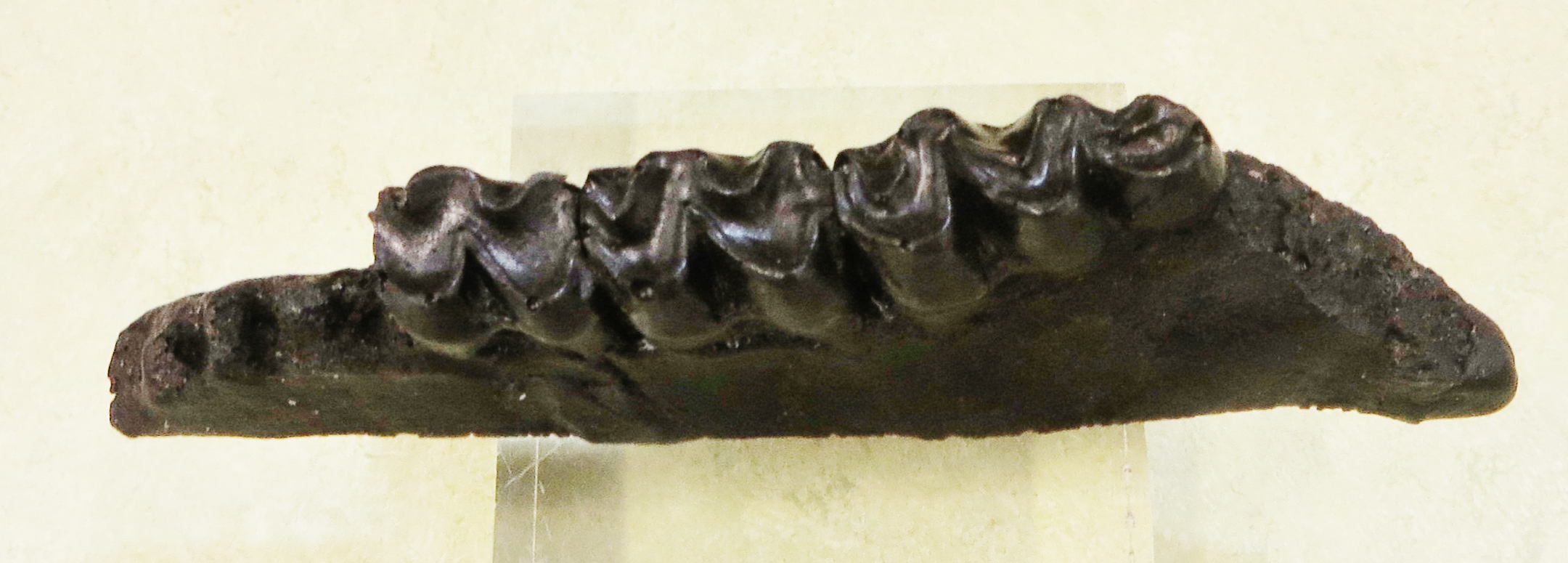
Mandibola di Palaeotherium ruetimeyeri
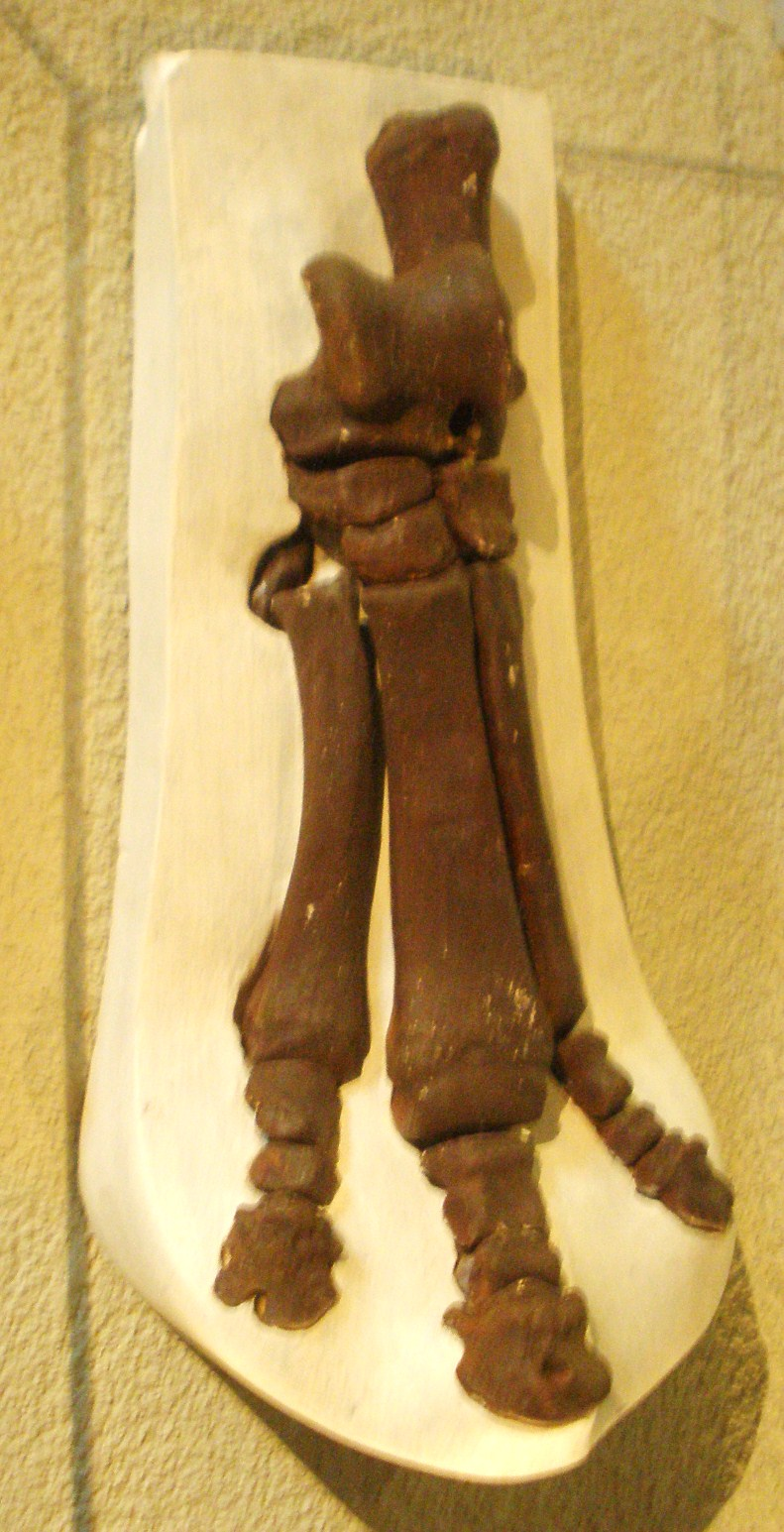
Zampa di Palaeotherium crassum
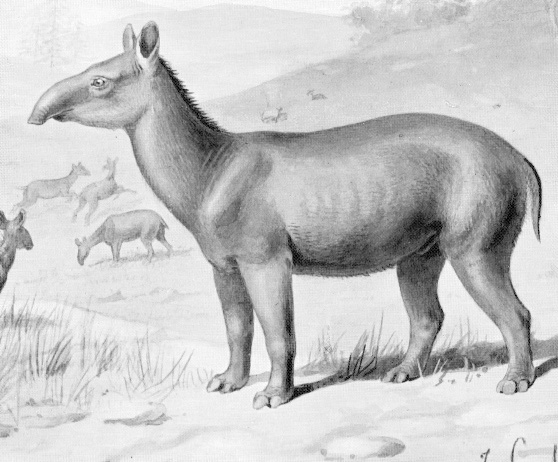
Ricostruzione datata di Palaeotherium magnum, ad opera di Joseph Smit (1905)
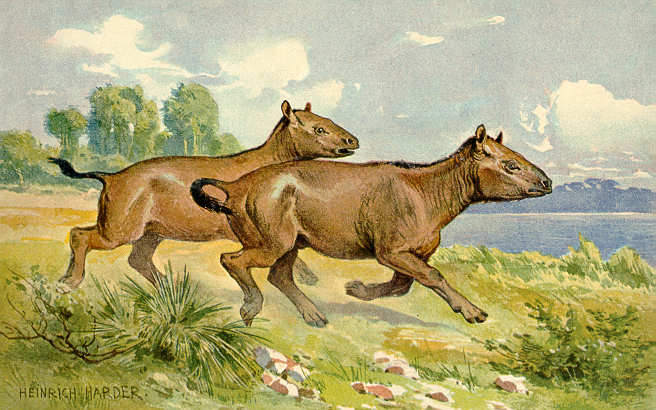
Ricostruzione datata di Palaeotherium, ad opera di Heinrich Harder
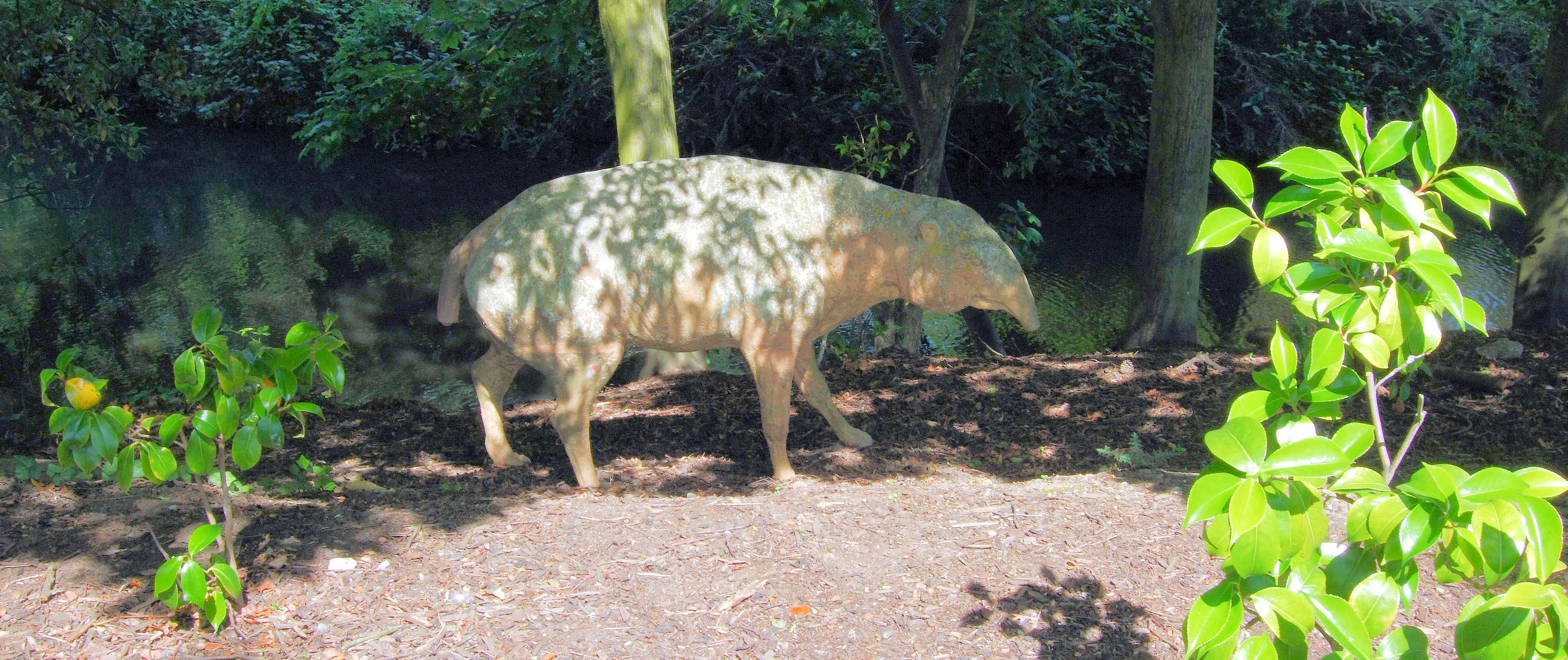
Ricostruzione datata di Palaeotherium esposta al Crystal Palace